# Савкова, Зинаида Васильевна
Зинаида Васильевна Савкова (1925, Ленинград, СССР — 2010, Санкт-Петербург, Россия) — актриса, преподаватель и режиссёр, Заслуженный деятель искусств РСФСР (1982), заслуженный деятель искусств Чеченской Республики (2008); кандидат искусствоведения, профессор, действ. член Петровской академии науки и искусств. Автор революционной методики постановки голоса, с успехом применяемой во многих странах мира. Сестра поэта-фронтовика Николая Савкова.

## Биография
- 1942 г. — воспитатель детского сада № 10;
- в сентябре 1944 г. — поступила в Ленинградский государственный театральный институт (ЛГТИ) на курс Л. Ф. Макарьева;
- с 1948 г. — в театре имени В. Ф. Комиссаржевской. Преподаватель сценической речи в Ленинградском государственном институте театра, музыки и кинематографии (ЛГИТМиК), ныне Санкт-Петербургская государственная академия театрального искусства (СПбГАТИ) на актёрском курсе В. В. Меркурьева и И.Вс. Мейерхольд;
- с 1971 г. — преподаватель и зав. кафедрой сценической речи Ленинградского государственного института культуры им. Н. К. Крупской (ныне Санкт-Петербургский государственный университет культуры и искусств);
- 7.01.2010 г. — скончалась в Санкт-Петербургском госпитале для ветеранов войн. Похоронена в колумбарии Санкт-Петербургского крематория.

Её учениками являются такие известные актёры, как Сергей Юрский, Виктор Кривонос, Сергей Паршин и многие другие талантливые актёры, преподаватели и режиссёры.
Голос Зинаиды Савковой звучал в самых ответственных передачах Ленинградского радио. Многие дикторы и журналисты Ленинградского радио и телевидения считают её своим учителем.
В своём предисловии к известной книге З. В. Савковой «Как сделать голос сценическим» н.а. СССР, лауреат государственных премий СССР Василий Меркурьев писал: «Побывал на уроке Зинаиды Васильевны Савковой. Её метод великолепен. Пожалел, что в моё время меня так не учили. Долго стеснялся, потом попросил её со мной позаниматься речью».

## Научная деятельность
Широко известна З. В. Савкова как исследователь психической и физической природы речевого голоса, дыхания, дикции, культуры публичной речи. Многими преподавателями сценической речи применяются разработанная ею методика работы над голосом и дикцией, изыскания в области произносительных норм и традиций, включая и физиологию речи.
З. В. Савкова — одна из сторонников нейрохроноксической (нейромоторной) теории звукообразования,
является создателем метода опосредствованного воздействия на голосо-речевой аппарат посредством образа действия. Методика стала логическим продолжением творческих исканий К.С Станиславского в процессе воспитания актёра.
Её высоко оценили такие известные театральные деятели, как В. В. Меркурьев, Г. Б. Кристи, И. В. Мейерхольд, В. М. Мультатули и другие.

## Сочинения
Автор многочисленных книг и пособий, посвященных русской сценической речи и риторике:
- "Как сделать голос сценическим"З. Савкова. — Москва 1968
- «Средства речевой выразительности» З. Савкова — Ленинград 1982
- «Внеязыковые средства выразительности речи лектора» З.Савкова — Ленинград 1984
- «Искусство литературной композиции и монтажа» З. Савкова — Москва 1985
- «Творческое самочувствие лектора» З. Савкова — Ленинград 1986
- «Речь лектора- это сам лектор» З. Савкова — Ленинград 1989
- «Поэзия на самодеятельной сцене» З. Савкова — Ленинград 1990
- «Энергия живого слова» З. Савкова СПб 1991
- Техника звучащего слова З. Савкова СПб 1997
- «Риторические игры» З Савкова СПб 1998
- «Искусство Оратора» З. Савкова СПб 2000 (дополн 2003, дополн 2007)
- «Остаться Человеком» З. Савкова СПб 2007
- «Удивительный дар природы» З. Савкова СПб 2009
- «Монолог на сцене» З. Савкова 2009